# Бъста Раймс
Тревър Джордж Смит – младши (на английски: Trevor George Smith Jr.), по-известен под сценичното име Бъста Раймс, е американски рапър, певец, актьор и музикален продуцент. Чък Ди от Пъблик Енеми му дава прякора Бъста Раймс заради играча по американски футбол от НФЛ Джордж „Бъстър“ Раймс. Бъста Раймс е известен със своя екстравагантен стил и усет за мода, илюстрирани в няколко иновативни музикални клипове, както и техниката му на високоскоростен рап с интензивни вътрешни и половин рими. Печелил е 11 номинации за наградите Грами за работата си.
About.com го включва в списъка на 50-те най-велики М.С. (емси – прозвище за хип-хоп певец) на нашето време (1987 – 2007),, а Стив Хюи от Allmusic го нарича един от най-добрите и най-плодовитите рапъри на 1990-те години. През 2012 г. списание The Source го поставя в списъка на Топ-50 текстописци на всички времена. Ем Ти Ви го нарича „един от най-великите хип-хоп визуални артисти“.
Бъста Раймс първоначално е член на Leaders of the New School. После продължава и основава звукозаписния лейбъл Conglomerate (първоначално Flipmode Entertainment) и снимачния екип The Conglomerate (предишно Flipmode Squad). През ноември 2011 година, Бъста Раймс подписва договор с Cash Money Records. На 23 юли 2014 Бъста Раймс обявява че ги напуска, поради творчески различия.
Той е издал девет студийни албума, като се започне от платинения албум The Coming от 1996. Списъкът му с хитове включва Woo Hah!! Got You All in Check, Put Your Hands Where My Eyes Could See, Dangerous, Turn It Up (Remix)/Fire It Up, Gimme Some More, What's It Gonna Be?!, Pass the Courvoisier, Part II, I Know What You Want, Touch It, както и редица други.

## Детство и юношество
Бъста Раймс е роден като Тревър Джордж Смит – младши в Бруклин, Ню Йорк, Ню Йорк на 20 май 1972 г. в семейството на Джералдин Грийн и Тревър Смит – старши, и двамата от Ямайка. На 12 години, той се премества в Юниъндейл, Лонг Айлънд,, а после се премества в Обединеното Кралство, като прекарва времето си в Ливърпул и Моркамб, Англия, преди да се върне обратно в САЩ.

## Музикална кариера

### 1989 – 1995:Leaders of the New Schoolи нарастваща популярност
През 1989 г. Смит заедно с други местни от Лонг Айлънд: Чарли Браун (роден Брайън Хигинс), Динко Ди (роден Джеймс Джаксън) и Кът Монитър Майло (роден Шелдън Скот), формират хип-хоп групата от източното крайбрежие Leaders of the New School. Големият им пробив е като подгряваща група на Пъблик Енеми. Чък Ди от Пъблик Енеми дава прякорите на Бъста Раймс и Чарли Браун. Leaders of the New School започва записи в края на 1989 г. и издават своя дебютен албум Future Without a Past... (Бъдеще без минало...) през 1991 с Електра Рекърдс. В началото на 1992 г., групата участва в изпълнението на Ъ Трайб Колд Куест – Scenario. През 1993 г., те издават T.I.M.E. (The Inner Mind's Eye). Скоро след това, поради вътрешни проблеми свързани с нарастващата популярност на Бъста Раймс, групата се разпада.
От лятото на 1992 г. Бъста Раймс започва гост-участия в песни на певци, като например Биг Деди Кейн, Another Bad Creation, Ноториъс Би Ай Джи, Brand Nubian, Ъ Трайб Колд Куест, KRS-One, както и интерлюдии в дебютния What's the 411? на Мери Джей Блайдж и втория албум CrazySexyCool на арендби триото Ти Ел Си. Той също се появява на обложката на албума Midnight Marauders на хип-хоп групата Ъ Трайб Колд Куест заедно с други хип-хоп пионери. В началото на 1993, той се появява с епизодична роля във филма Who's the Man? с колегите си от Leaders of the New School. В същата година той се появява във филма на режисьора Форест Уитакър Strapped, в който също участват рапърът и актьор Fredro и Bokeem Woodbine, както и участва заедно с Айс Кюб и Омар Епс във филма на Джон Сингълтън– Higher Learning.
В средата на 1994 г. Бъста Раймс продължава появите си като гостуващ певец, като в сингъла Oh My God на Ъ Трайб Колд Куест. Партнира си с Пъф Деди, Ел Ел Кул Джей, Rampage и бившият му съученик Ноториъс Би Ай Джи в ремикса на Flava In Ya Ear на Craig Mack. Скоро след това се групира отново с Ноториъс Би Ай Джи и рапъри като Bone Thugs-n-Harmony и Кулио за песента The Points, която се появява в саундтрака към филмаПантера от 1995. Бъста Раймс участва във фрийстайл рап батъл срещу Ol' Dirty Bastard с първите няколко стиха от неговия бъдещ дебютен хит-сингъл Woo-Hah!! в началото на 1995 година. Работил е и върху неиздавани произведения на певци като Нас и Мери Джей Блайдж. 

### 1995 – 1999:The Coming,When Disaster StrikesиExtinction Level Event: Final World Front
През лятото на 1995 г. Бъста Раймс започва работа над своя дебютен соло албум The Coming излязъл месец след записването му, през март 1996 година. Месец преди да издаде албума, той пробива с хит сингъла Woo Hah!! Got You All in Check. По-късно започва работа над своя втори албум When Disaster Strikes, който излиза 1997 година. В него са включени хитовете Put Your Hands Where My Eyes Could See и Fire It Up.
През 1998 г. Бъста Раймс записва Extinction Level Event (Final World Front). Водещият сингъл Gimme Some More, в който са включени теми от Психо на Бърнард Хърман, достига номер 6 в класацията за сингли на Обединеното Кралство през януари 1999 година. Бъста Раймс продължава трансатлантическия си успех през април, когато сингълът What's It Gonna Be?! с Джанет Джексън достига Топ 11 в САЩ и Великобритания. Албумът получава признание за най-бързо рапиране от Бъста Раймс, особено в песента Iz They Wildin Wit Us? с участието на Mystikal.
През същата година Flipmode Squad издава групов албум и от там те продължават сътрудничеството си.

### 2000 – 2004:Anarchy,Genesis, иIt Ain't Safe No More
През 2000 г. Бъста Раймс записва последния си албум с Електра Рекърдс озаглавен Anarchy. След като подписва с J Records, лейбъл на сваления от Ариста Рекърдс ръководител и основател Клайв Дейвис, той издава компилация с най-големите си хитове Total Devastation: The Best of Busta Rhymes, а също и нов албум с оригинални изпълнения. Продължавайки с библейската тематика от предишните си албуми, той озаглавява записа си Genesis (Битие). В албума влизат колаборации с Мери Джей Блайдж, Пи Диди, Келис и други. Водещ в Genesis е сингълът с Келис What It Is и соловият му сингъл Break Ya Neck излязъл през ноември 2001. Финалният хит Pass the Courvoisier, Part II е с участието на Фарел и Пи Диди. Въпреки успеха на двата сингъла, албумът не се представя толкова добре, колкото предишните албуми. Колегите му от Flipmode също участват, но приносът им е незначителен.
През 2002 г. Бъста Раймс издава шестия си студиен албум  It Ain't Safe No More. Албумът е доста успешен. Хитът в него е I Know What You Want с участието на Марая Кери и Flipmode Squad. Още един хит-сингъл е Make It Clap с Spliff Star, ремикс на едноименната песен на Шон Пол. След пускането на албума Бъста Раймс напуска J Records. През 2004 година той подписа договор с Aftermath Entertainment на американския продуцент Доктор Дре, чрез Интерскоуп Рекърдс. Впоследствие заради смяната на лейбъла, нпвоят албум с Flipmode е отменен и отложен. Странично Бъста Раймс е включен като играем боец в излязлата през 2004 бойна игра Def Jam: Fight For NY.

### 2005 – 2009 г.:The Big BangиBack on My B.S.
Седмият му студиен албум, озаглавен The Big Bang, става първият номер 1 албум в кариерата му. През първата седмица компактдискът е продаден в над 209 000 копия, за да спечели първото място в американския Билборд 200. Албумът също се превръща в най-високо класирания албум в Обединеното кралство, достигайки № 19. Част от албума изтича онлайн и в резултат няколко песни са извадени от албума, а нови са добавени. The Big Bang се отличава с продукцията на Доктор Дре и Swizz Beatz, както и с участието на Raekwon и Нас. Албумът пуска песните Touch It, I Love My Bitch, с участието на Келис и will.i.am, New York Shit, с участието на Swizz Beatz и In the Ghetto. Бъста Раймс също подпомага The Adventures of Mimi Tour на Марая Кери. Участва също с Еминем в Touch It Remix Part 5 и изпълнява стих в песента на рапъра I'll You Hurt You. На 17 юли 2008 г. Бъста Раймс напусна Интерскоп и Афтърмат поради творчески сблъсък с ръководителя на Интерскоп Джими Йовин.
През 2007, Бъста Раймс пуска песен с Линкин Парк озаглавена We Made It. Той прави и авторската песен Where's My Money, за измислена радиостанция във видеоиграта Grand Theft Auto IV от 2008. По-късно е разкрито, че Бъста Раймс е сключил сделка с Universal Motown, където издава своя осми студиен албум Back on My B.S. на 19 май 2009 г. Албумът дебютира под номер 5 на Billboard 200, продавайки 56 000 копия, и е първият му албум, който не получава RIAA сертификат със 122 000 продадени копия. Албумът включва синглите Arab Money с Ron Browz, Hustler's Anthem '09 с Ти Пейн и Respect My Conglomerate. Песента World Go Round с британската певица Естел, е пусната във Франция на 6 април 2009 г. заради изтекла версия; в Обединеното кралство излиза на 13 юли 2009 г. Бъста Раймс участва и в дебютния албум на Asher Roth, Asleep in the Bread Aisle.

Поради спорното съдържание Обединените арабски емирства (ОАЕ) забраняват албума Back on My B.S., заради песента Arab Money, смятана за обидна за арабите и за исляма, защото цитира Шахада.
През 2010 продуцентът на песента Рон Брауз защитава Бъста Раймс в интервю с дубайския журналист Ауад Мустафа заявявайки, че песента е била неразбрана.

### След 2010: Кеш Мъни Рекърдс иExtinction Level Event 2
През септември 2009 г. Бъста Раймс обявява, че работи над деветия си студиен албум, заедно с канадския продуцент Boi-1da, озаглавен The Chemo. По това време той заявява, че проектът е завършен на 80%. През май 2010 г. Бъста Раймс съобщава, че е променил заглавието на деветия си албум от The Chemo на Extinction Level Event 2, като направи деветото си произведение продължение на албума си от 1998 Extinction Level Event (Final World Front). Албумът в крайна сметка остава неиздаден.
През 2011 Бъста Раймс записва Look at Me Now с Крис Браун и Лил Уейн за четвъртия албум на Браун F.A.M.E. Песента получава благоприятни отзиви по отношение на включването на Бъста Раймс и е най-високият му запис в класацията на Билборд Хот 100, достигайки до номер 6, също е и първият му номер 1 в класацията Hot R&B/Hip-Hop Songs chart. На 7 септември 2011 г. Бъста Раймс получава шест номинации за BET Hip Hop Awards, проведени на 11 октомври 2011 г.
На 16 ноември 2011 г. е обявено, че Бъста Раймс е подписал с Кеш Мъни Рекърдс. За дебютния си сингъл за новия лейбъл и неговия Conglomerate Records, той си партнира отново с Крис Браун за Why Stop Now. През 2012 г. Бъста Раймс си сътрудничи с Джоди Конър за нейния сингъл Take You There, но не се появява в музикалното видео.
Песента с Twista, озаглавена Can You Keep Up изтича в Интернет. Бъста Раймс участва в сингъла Pride & Joy заедно с Кание Уест и Jadakiss. Деветият му студиен албум Year of the Dragon е пуснат безплатно в Google Play на 21 август 2012 г. Албумът е с участието на Лил Уейн, Рик Рос, Trey Songz, Робин Тик, Maino, Gucci Mane и други. Излиза и музикален видеоклип на песента Doin' It Again с Reek da Villian, включващ трибют към мениджъра му Chris Lighty, който се самоубива през 2012.
На 21 декември 2012 г. членовете на The Conglomerate Ent., Бъста Раймс, както и J. Doe и Reek da Villan пускат микстейп озглавен Catastrophic, което е техния пръв колективен продукт. Бъста Раймс си сътрудничи с Фарел Уилямс, който продуцира първия му сингъл за Кеш Мъни Рекърдс, дебютният Twerk It, пуснат на 6 юни 2013 г. Видеоклипът е заснет в Бруклин на 3 юни 2013 г. Официалният ремикс е с участието на Ники Минаж. На 23 юли 2014 г. Бъста Раймс обявява, че напуска Кеш Мъни Рекърдс поради творчески различия. На 7 ноември 2013 г. излиза Thank You с участието на Q-Tip, Кание Уест и Лил Уейн.

## Личен живот
Бъста Раймс е мюсюлманин. Има 4 деца: трима сина: T'Ziah (роден 1993), T'Khi (роден 1999) и Трилиан (роден 2001), и дъщеря Марая (родена 1998).
На 20 август 2006 г. Бъста Раймс е арестуван заради нападение над мъж, който плюе по колата му, след края на музикален фестивал в Ню Йорк. През 2007 г. е осъден на пробация за този инцидент, както и нападение над втори човек (бившия му шофьор).

## Дискография
Студийни албуми
- The Coming (1996)
- When Disaster Strikes... (1997)
- E.L.E. (Extinction Level Event): The Final World Front (1998)
- Anarchy (2000)
- Genesis (2001)
- It Ain't Safe No More... (2002)
- The Big Bang (2006)
- Back on My B.S. (2009)
- Year of the Dragon (2012)

## Филмография
- Who's the Man? (1993) – Jawaan
- Strapped (1993) – Buster
- Higher Learning (1995) – Dreads
- The Rugrats Movie (1998) – Reptar Wagon (voice)
- Shaft (2000) – Rasaan
- Backstage (2000)
- Finding Forrester (2000) – Terrell Wallace
- Narc (2002) – Darnell 'Big D Love' Beery
- Halloween: Resurrection (2002) – Freddie Harris
- Space Ghost Coast to Coast (2002)
- Full Clip (2006) – Pope
- The Boondocks (2006) – Flonominal (voice)
- Breaking Point (2009) – Al Bowen
- The Unforgiven (2011) – Lick Wilson
- Club Life (2015) – Himself
- Master of None (2015) – Busta Rhymes – Ep. „Indians on TV“
- Fresh Off The Boat (2016) – Busta Rhymes | Episode: Hi, My Name Is...[38][39]
- King of the Dancehall (2016) – Allestar 'All Star Toasta'

## Награди и номинации
Billboard Music Awards
Бъста Раймс е номиниран за една награда на Billboard Music по време на соловата си кариера.
| Година | Номинирана творба                     | Награда                              | Резултат  |
| ------ | ------------------------------------- | ------------------------------------ | --------- |
| 2005   | „Don't Cha“ (with The Pussycat Dolls) | Top-Selling Hot 100 Song of the Year | Номиниран |

Billboard R&B/Hip-Hop Awards
| Година | Номинирана творба                  | Награда                     | Резултат  | Изт.   |
| ------ | ---------------------------------- | --------------------------- | --------- | ------ |
| 2005   | Don't Cha (featuring Busta Rhymes) | Hot R&B/Hip-Hop Songs Sales | Победител | [ 40 ] |

BET Hip Hop Awards
International Dance Music Awards
Winter Music Conference е едноседмично събитие за електронна музика създадено през 1985 г. Бъста Раймс печели една награда.
| Година | Номинирана творба                  | Награда                    | Резултат  | Изт.   |
| ------ | ---------------------------------- | -------------------------- | --------- | ------ |
| 2006   | Don't Cha (featuring Busta Rhymes) | Best R&B/Urban Dance Track | Победител | [ 41 ] |

Soul Train Music Awards
Бъста Раймс печели една Soul Train Music Award и е номиниран за две Soul Train Music Awards по време на соловата си кариера.
| Година | Номинирана творба                               | Награда                                                        | Резултат  |
| ------ | ----------------------------------------------- | -------------------------------------------------------------- | --------- |
| 2000   | „What's It Gonna Be“                            | The Michael Jackson Award for Best R&B/Soul or Rap Music Video | Победител |
| 2006   | „Don't Cha“ (with The Pussycat Dolls)           | Best R&B/Soul Single, Group, Band or Duo                       | Номиниран |
| 2007   | „I Love My Chick“ (featuring Kelis & will.i.am) | The Michael Jackson for Best R&B/Soul or Rap Music Video       | Номиниран |

American Music Awards
Бъста Раймс е номиниран за една награда AMA по време на соловата си кариера.
| Година | Номинирана творба | Награда                       | Резултат  |
| ------ | ----------------- | ----------------------------- | --------- |
| 2000   | Busta Rhymes      | Favorite Soul/R&B Male Artist | Номиниран |

The Source Awards
Бъста Раймс печели наградата Source по време на соловата си кариера.
| Година | Номинирана творба                               | Награда                 | Резултат  |
| ------ | ----------------------------------------------- | ----------------------- | --------- |
| 1999   | What's It Gonna Be?!" (featuring Janet Jackson) | Music Video of the Year | Победител |

Grammy Awards
Бъста Раймс е номиниран за 12 награди Грами по време на соловата си кариера.
| Година | Номинирана творба                                            | Награда                                | Резултат  |
| ------ | ------------------------------------------------------------ | -------------------------------------- | --------- |
| 1997   | „Woo Hah!! Got You All in Check“                             | Best Rap Solo Performance              | Номиниран |
| 1998   | „Put Your Hands Where My Eyes Could See“                     | Best Rap Solo Performance              | Номиниран |
| 1999   | „Dangerous“                                                  | Best Rap Solo Performance              | Номиниран |
| 2000   | „Gimme Some More“                                            | Best Rap Solo Performance              | Номиниран |
| 2000   | „What's It Gonna Be?!“ (featuring Janet Jackson)             | Best Rap Performance By a Duo or Group | Номиниран |
| 2000   | E.L.E. (Extinction Level Event): The Final World Front       | Best Rap Album                         | Номиниран |
| 2001   | „Fire“                                                       | Best Music Video, Short Form           | Номиниран |
| 2003   | „Pass the Courvoisier Pt. 2“ (featuring P. Diddy & Pharrell) | Best Rap Performance By a Duo or Group | Номиниран |
| 2007   | „Touch It“                                                   | Best Rap Solo Performance              | Номиниран |
| 2009   | Tha Carter III                                               | Album of the Year                      | Номиниран |
| 2012   | „Look At Me Now“ (with Chris Brown & Lil Wayne)              | Best Rap Performance                   | Номиниран |
| 2012   | „Look At Me Now“ (with Chris Brown & Lil Wayne)              | Best Rap Song                          | Номиниран |

MTV Video Music Awards
Бъста Раймс е номиниран за 16 MTV Video Music Awards по време на соловата си кариера.
| Година | Номинирана творба                                                                                  | Награда              | Резултат  |
| ------ | -------------------------------------------------------------------------------------------------- | -------------------- | --------- |
| 1996   | „Woo-Hah! Got You All in Check“                                                                    | Breakthrough Video   | Номиниран |
| 1998   | „Put Your Hands Where My Eyes Could See“                                                           | Best Male Video      | Номиниран |
| 1998   | „Put Your Hands Where My Eyes Could See“                                                           | Best Rap Video       | Номиниран |
| 1998   | „Put Your Hands Where My Eyes Could See“                                                           | Breakthrough Video   | Номиниран |
| 1998   | „Put Your Hands Where My Eyes Could See“                                                           | Best Choreography    | Номиниран |
| 1999   | „What's It Gonna Be?!“ (featuring Janet Jackson)                                                   | Best Hip-Hop Video   | Номиниран |
| 1999   | „What's It Gonna Be?!“ (featuring Janet Jackson)                                                   | Best Direction       | Номиниран |
| 1999   | „What's It Gonna Be?!“ (featuring Janet Jackson)                                                   | Best Special Effects | Номиниран |
| 1999   | „What's It Gonna Be?!“ (featuring Janet Jackson)                                                   | Best Art Direction   | Номиниран |
| 1999   | „Gimme Some More“                                                                                  | Breakthrough Video   | Номиниран |
| 2002   | „Pass the Courvoisier Pt. 2“ (featuring P.Diddy & Pharrell)                                        | Best Hip-Hop Video   | Номиниран |
| 2003   | „I Know What You Want“ (featuring Mariah Carey & Flipmode Squad)                                   | Best Hip-Hop Video   | Номиниран |
| 2006   | „Touch It (remix)“ (featuring Mary J. Blige, Rah Digga, Missy Elliott, Lloyd Banks, Papoose & DMX) | Best Male Video      | Номиниран |
| 2006   | „Touch It (remix)“ (featuring Mary J. Blige, Rah Digga, Missy Elliott, Lloyd Banks, Papoose & DMX) | Best Rap Video       | Номиниран |
| 2011   | „Look At Me Now“ (with Chris Brown & Lil Wayne)                                                    | Best Hip-Hop Video   | Номиниран |
| 2011   | „Look At Me Now“ (with Chris Brown & Lil Wayne)                                                    | Best Collaboration   | Номиниран |

MYX Music Awards
Myx Music Awards е ежегодна церемония по връчване на награди, раздавани от Филипинския музикален видео канал Myx. Бъста Раймс получава една номинация и печели една.
Smash Hits Poll Winners Party
Smash Hits Poll Winners Party са награди, които се провеждат от 1988 до 2005 г. Всеки носител на награда е гласуван от читателите на списание Smash Hits. Бъста Раймс получава една награда от една номинация.
| Година | Номинирана творба                  | Награда    | Резултат  | Изт.   |
| ------ | ---------------------------------- | ---------- | --------- | ------ |
| 2005   | Don't Cha (featuring Busta Rhymes) | Best Video | Победител | [ 43 ] |